# Jacques Martial
Pour les articles homonymes, voir Martial.
 (13 août 2025).
Le texte peut changer fréquemment, n’est peut-être pas à jour et peut manquer de recul. N’hésitez pas à participer, en veillant à citer vos sources.
Jacques Martial, né le 7 novembre 1955 à Saint-Mandé, et mort le 13 août 2025 à Paris, est un acteur, metteur en scène et homme politique français.
Il est, de 2006 à 2015, président de l'Établissement public du parc et de la grande halle de la Villette, puis président du Mémorial ACTe à partir du 15 juin 2015. En juillet 2020, Jacques Martial est élu conseiller de Paris, délégué chargé de l’Outre-mer. En novembre 2022, il est élu adjoint à la maire de Paris chargé des Outre-mers.
Connu du grand public pour avoir tenu le rôle de Bain-Marie dans la série policière Navarro, aux côtés de Roger Hanin, il est aussi acteur de doublage, très présent dans le monde de la post-synchronisation ; il prête régulièrement sa voix à de nombreux acteurs tels que Wesley Snipes, surtout lors de ses premiers films, Ving Rhames ou Denzel Washington.
Il est le frère cadet de l'acteur Jean-Michel Martial, ancien président du Conseil représentatif des Français d'outre-mer.

## Biographie

### Jeunesse et carrière
Né de parents guadeloupéens, il est connu du grand public pour sa participation à la série télévisée Navarro avec Roger Hanin. Jacques Martial a mené une part importante de sa carrière au théâtre, à la fois dans l'enseignement, la mise en scène et le jeu. Il commence sa formation à l'atelier de Sarah Sanders, avant de devenir son assistant. Leur collaboration durera plusieurs années au cours desquelles il enseignera les auteurs du répertoire, de Racine à Shakespeare, et les contemporains, de Césaire à Pinter et à Jean-Louis Bourdon ou à Koltès. Dans le même temps, il met en place et anime à Cayenne une série de stages de formation et de développement d'acteurs.
Il crée l'association Rond-Point des Cultures qui présentera en partenariat avec le Théâtre du Rond-Point et dans divers théâtres de Paris des manifestations mettant en valeur les cultures ultramarines et plus généralement, la créativité des artistes issus des minorités visibles.
Alors qu'il met en scène différents spectacles à Paris tels que La Piaule de Pascal Vrebos, Une femme est un diable de Mérimée ou Poil de carotte de Jules Renard, il ne néglige pas pour autant sa carrière d'acteur. Il joue avec le Théâtre Noir Gouverneur de la rosée de Jacques Roumain, lorsque Michie Gleason (en) lui propose le rôle principal de son film Broken English (en).
Il travaillera ensuite au cinéma avec des réalisateurs aussi différents que John Berry Il y a maldonne, Claire Devers Noir et Blanc qui reçoit le Caméra d'or au festival de Cannes en 1987, Samuel Fuller Sans espoir de retour, Robert Kramer Walk the Walk, Alain Maline Jean Galmot Aventurier, Sam Karmann Omnibus qui reçoit la Palme d'Or au Festival de Cannes en 1992 et l'Oscar du meilleur court métrage 1993). Au théâtre, il interprète James Saunders, les Voisins, Jean-François Prévand, William 1er, Athol Fugard, Liens de sang, Marivaux, L'Île des esclaves qu'il met en scène, etc.
En 2000, il crée sa compagnie de théâtre, la Compagnie de la Comédie Noire, avec laquelle il amène en Guadeloupe l'Échange de Paul Claudel. Il joue ensuite le rôle du mendiant dans Électre, de Jean Giraudoux, dans la mise en scène de Jean Dalric. En 2002, il travaille avec Irina Brook dans Juliette et Roméo d'après Shakespeare.
En 2003, il met en scène et interprète Cahier d'un retour au pays natal d'Aimé Césaire, qu'il joue autour du monde (Guadeloupe, Singapour, Australie, Fidji, Nouvelle-Calédonie, New York, Martinique, Paris, etc.).
Il est la voix de la campagne Protégeons nos enfants du CSA, diffusée depuis novembre 2008.
En 2020, il interprète le conteur dans L'Histoire du soldat de Charles Ferdinand Ramuz et Igor Stravinsky mis en scène par Gérald Garutti, avec une direction musicale Yaïr Benaïm et une chorégraphie de Maxime Thomas de l'Opéra de Paris. Le spectacle est créé à Paris au Pan Piper.

### Responsabilités administratives et politiques
Sur recommandation du ministre Renaud Donnedieu de Vabres, le président de la République Jacques Chirac nomme en novembre 2006 Jacques Martial à la tête de l'Établissement public du parc et de la grande halle de la Villette. Le président Nicolas Sarkozy le reconduit en juin 2010 à ces fonctions dans l'appareil administratif d'État.
Le 15 juin 2015, il prend la présidence du Mémorial ACTe, qui ouvre ses portes le 7 juillet.
Il est élu conseiller de Paris le 28 juin 2020 avec la liste Paris en Commun-Écologie pour Paris. En juillet 2020, il est élu conseiller délégué aux Outre-mer. En novembre 2022, il est nommé adjoint à la maire de Paris Anne Hidalgo, chargé des Outre-mers,.

### Mort
Jacques Martial meurt à l’âge de 69 ans des suites d'une longue maladie le 13 août 2025 à Paris.

## Filmographie

### Cinéma
- 1981 : Le Maître d'école (Léopold), de Claude Berri, avec Coluche, Josiane Balasko
- 1982 : Les Diplômés du dernier rang (Mem), de Christian Gion, avec Patrick Bruel, Michel Galabru
- 1982 : Le Corbillard de Jules (Le noir), de Serge Penard, avec Aldo Maccione, Francis Perrin
- 1987 : Bébé, de Christophe Jean-Elie, avec Marc Andréoni, Patrick Baroz
- 1986 : Noir et Blanc (Dominique), de Claire Devers, avec Catherine Belkhodja, Marc Berman
- 1987 : La vieille Quimboiseuse et le majordome, de Julius Amédé Laou, court métrage : un travesti
- 1988 : Il y a maldonne (Rainier), de John Berry, avec Clovis Cornillac, Nathalie Gabay
- 1989 : Sans espoir de retour (Gérard), de Samuel Fuller, avec Keith Carradine, Valentina Vargas
- 1990 : Jean Galmot, aventurier (Gauvin, le maire) d'Alain Maline, avec Christophe Malavoy, Roger Hanin
- 1991 : The Voyager (représentant Unesco), de Volker Schlöndorff, avec Sam Shepard, Julie Delpy
- 1992 : Omnibus Court métrage, de Sam Karmann, avec Daniel Rialet, Christian Rauth
- 1994 : De sueur et de sang (Marcel Maieux), de Paul Vecchiali, avec Fabienne Babe, Same Djob
- 1996 : Walk the Walk, de Robert Kramer
- 2000 : Antilles sur Seine (Cicéron), de Pascal Légitimus, avec Chantal Lauby, Thierry Desroses
- 2000 : Belphégor, le fantôme du Louvre (Félix), de Jean-Paul Salomé, avec Sophie Marceau, Frédéric Diefenthal
- 2000 : Scénarios sur la drogue, de Georges Lautner (court métrage)
- 2022 : Tropic d'Édouard Salier (directeur de l'école d'astronautes)
- 2023 : Une histoire d'amour (Philippe, l'éditeur de William) d'Alexis Michalik

### Télévision
- 1981 : Marianne, une étoile pour Napoléon, de Marion Sarraut, avec Marthe Mercadier, Benoist Brione
- 1983 : Jules Fontanes, magistrat (Inspecteur Salvy), de Jean-Pierre Decourt, avec Jacques Morel, François Cluzet
- 1984 : Le Diable dans le bénitier, de Jean l'Hote
- 1986 : Tous en boîte, de Charles Nemes, avec Jean-Pierre Sentier, Alain Doutey
- 1987 : Les idiots (L'Africain), de Jean-Daniel Verhaeghe, avec Jean Carmet, Jean-Pierre Marielle
- 1989-2007 : Navarro (Bain-Marie), avec Roger Hanin, Sam Karmann (98 épisodes)
- 1989 : Le Voyageur (Samai), de Roger Andrieux, avec Bertrand de Hautefort, Consuelo de Haviland
- 1989 : Les Cinq Dernières Minutes : Les Chérubins ne sont pas des anges de Jean-Pierre Desagnat : Lorjoux
- 1990 : Les cadavres exquis, de John Berry, avec Béatrice Conrad, Clovis Cornillac
- 1990 : Le Gorille (Hector K.), de Roger Hanin, avec Karim Allaoui, François Périer
- 1991 : Talkie-Walkie (Ibraim), de Daniel Moosmann
- 1992 : Force de Frappe (Serge), de Robin Davis, avec Simon MacCorkindale, Sophie Michaud
- 1998 : La Kiné (Roland), de Aline Issermann, avec Charlotte Kady, Didier Bienaimé
- 2000 : Mademoiselle Navarro de Jean Sagols, (rôle de Bain-Marie) avec Roger Hanin
- 2004-2006 : Premiers secours (Commissaire Becker)
- 2006 : PJ (François Mast), de Gérard Vergez, avec Charles Schneider, Marc Betton
- 2005 : Une famille parfaite (Raymond), de Patrick Mario Bernard, avec Aïssa Maïga, Ulrich Tukur
- 2017 : Le Rêve français de Christian Faure : Marcel
- 2020 : Capitaine Marleau de Josée Dayan, épisode L'arbre aux esclaves :

## Doublage

### Cinéma

#### Films
- Denzel Washington dans (6 films) :
  - Mississippi Masala (1991) : Demetrius Williams
  - Malcolm X (1992) : Malcolm X
  - À l'épreuve du feu (1996) : lieutenant-colonel Nathaniel Serling
  - Couvre-feu (1998) : Anthony « Hub » Hubbard
  - Out of Time (2004) : Matthias Lee Whitlock
  - Man on Fire (2004) : John Creasy
- Wesley Snipes dans (6 films) :
  - New Jack City (1991) : Nino Brown
  - Les Blancs ne savent pas sauter (1992) : Sidney Deane
  - Passager 57 (1992) : John Cutter
  - Soleil Levant (1993) : le lieutenant Webster Smith
  - Demolition Man (1993) : Simon Phoenix
  - Meurtre à la Maison-Blanche (1997) : l'inspecteur Harlan Regis
- Ving Rhames dans (4 films) :
  - Les Princes de la ville (1993) : Ivan
  - Mission impossible (1996) : Luther Stickell
  - Hors d'atteinte (1998) : Buddy Bragg
  - Mission impossible 2 (2000) : Luther Stickell
- Samuel L. Jackson dans (4 films) :
  - Star Wars, épisode I : La Menace fantôme (1999) : Mace Windu
  - Star Wars, épisode II : L'Attaque des clones (2002) : Mace Windu
  - Star Wars, épisode III : La Revanche des Sith (2005) : Mace Windu
  - Star Wars, épisode IX : L'Ascension de Skywalker (2019) : Mace Windu (caméo vocal)
- Laurence Fishburne dans :
  - Juste Cause (1995) : shérif Tanny Brown
  - Fièvre à Columbus University (1995) : le professeur Maurice Phipps
- Avery Brooks dans :
  - American History X (1998) : le docteur Bob Sweeney
  - 15 minutes (2001) : l'inspecteur Leon Jackson
- Frankie Faison dans :
  - Hannibal (2001) : Barney Matthews
  - Dragon rouge (2002) : Barney Matthews
- Lawrence Taylor dans :
  - L'Enfer du dimanche (1999) : Marc-Henri Boisse
  - Shaft (2000) : Lamont
- 1992 : Love Field : Paul Field (Dennis Haysbert)
- 1992 : La Puissance de l'ange : Gideon Duma (Alois Moyo)
- 1992 : Des hommes d'honneur : le vice-caporal Harold W. Dawson (Wolfgang Bodison)
- 1992 : Les Pilleurs : Raymond (Bruce A. Young)
- 1993 : RoboCop 3 : Johnson (Felton Perry)
- 1993 : Meteor Man : Jefferson Reed/Meteor Man (Robert Townsend (en))
- 1994 : Revocator (en) (Sugar Hill) de Leon Isacho (en) : Ricky "Goggles" (Steve Harris)
- 1994 : Prêt-à-porter : Cy Bianco (Forest Whitaker)
- 1994 : Milliardaire malgré lui : Bo Williams (Wendell Pierce)
- 1994 : Forrest Gump : Bubba (Mykelti Williamson)
- 1994 : Les Maîtres du monde : Alex Holland (Keith David)
- 1994 : Opération Shakespeare : le soldat Jackson Leroy (Richard T. Jones)
- 1995 : Bad Boys : Mike Lowrey (Will Smith)
- 1995 : Dernières heures à Denver : Easy Wind (Bill Nunn)
- 1995 : Panther : Judge (Kadeem Hardison)
- 1996 : Kazaam : Kazaam (Shaquille O'Neal)
- 1996 : Roméo + Juliette : capitaine Prince (Vondie Curtis-Hall)
- 1996 : Freeway : Détective Mike Breer (Wolfgang Bodison)
- 1997 : Les Ailes de l'enfer : Joe Parker (Dave Chappelle)
- 1997 : Jackie Brown : Winston (Tom Lister, Jr.)
- 1997 : The Brave : Le père Stratton (Clarence Williams III)
- 1997 : Dans l'ombre de Manhattan : Jordan Washington (Shiek Mahmud-Bey)
- 1999 : Payback : détective Hicks (Bill Duke)
- 2000 : L'Enfer du devoir : Capitaine Lee (Blair Underwood)
- 2000 : En pleine tempête : Alfred Pierre (Allen Payne)
- 2001 : Hors limites : Lewis Strutt (Michael Jai White)
- 2003 : Un homme à part : Big Sexy (George Sharperson)
- 2003 : Phone Game : Le narrateur
- 2004 : Le Terminal : Mulroy (Chi McBride)
- 2004 : Suspect Zero : Rich Charleton (Harry Lennix)
- 2004 : Hôtel Rwanda : Dube (Desmond Dube)
- 2020 : I Care a Lot : le juge Lomax (Isiah Whitlock Jr.)
- 2022 : Moonfall : le juge Joseph Harris (Tyrone Benskin)

### Jeux vidéo
- 2000 : Star Wars Episode I: Jedi Power Battles : Mace Windu
- 2001 : Star Wars: Obi-Wan : Mace Windu
- 2002 : Star Wars: Galactic Battlegrounds : Mace Windu
- 2002 : Star Wars: The Clone Wars : Mace Windu
- 2003 : Star Wars, épisode III : La Revanche des Sith : Mace Windu

## Théâtre
- L'Échange de Paul Claudel, Sarah Sanders, Festival des Abymes
- Confessions de St Augustin, S. Raco, Villeneuve-la-Garenne
- Électre de Jean Giraudoux, Jean Dalric, Sèvres, Rueil-Malmaison, etc.
- Le Masque de Sika de José Pliya, gymnase de Roubaix
- De toutes les couleurs de Bernard Granger, Jean-Philippe Weiss, théâtre de la Gaîté-Montparnasse
- Liens de sang d'Athol Fugard, Jean-Michel Martial, théâtre de la Tempête
- 150 ans : Abolition de l'esclavage d'O. Silou, Jacques Martial, Sarlat
- Nuit blanche de Mama Keita, Jean-Marie Galey, TILF
- Oberon de Carl Maria Von Weber, Luca Ronconi, Scala de Milan
- 1993 : Demain, une fenêtre sur rue de Jean-Claude Grumberg, mise en scène Jean-Paul Roussillon, théâtre national de la Colline
- Marcus Brutus, Preston Foster, Théâtre des Célestins
- Pension les Alizés de Maryse Condé, Sonia Emmanuel, Sentier des Halles Paris
- Jeux pour deux de T. Rhone, Sentier des Halles Paris
- La Petite Boutique des horreurs de Howard Ashman, A. Marcel, Théâtre de la Porte-Saint-Martin
- Les Voisins de James Saunders, M. Callergis, Théâtre Les Déchargeurs
- 1984 : Un otage de Brendan Behan, mise en scène Georges Wilson, Théâtre de la Madeleine
- 1984 : William Ier de Jean-François Prévand et Sarah Sanders, mise en scène Jean-François Prévand, Théâtre La Bruyère
- La Boutique de Jeannine Worms, R. Katz
- Scherazade de T. El Hakim, Gamil Ratib, Le Lucernaire Paris
- Gouverneur de la rosée de Jacques Roumain, BG. Rosette, Théâtre Noir
- 2000 : Edmond de David Mamet, mise en scène Pierre Laville, théâtre du Rond-Point
- 2002 : Roméo et Juliette de William Shakespeare, mise en scène Irina Brook, Lausanne, Chaillot
- 2002 : Othello de William Shakespeare, mise en scène Emmanuel Meirieu, théâtre de la Croix-Rousse
- 2005 : Richard III de William Shakespeare, mise en scène Philippe Calvario
- 2020 : L'Histoire du Soldat de Charles Ferdinand Ramuz et Igor Stravinsky, mise en scène Gérald Garutti, direction musicale Yaïr Benaïm, Pan Piper Paris

## Distinctions

### Décorations
- Chevalier de la Légion d'honneur Il est fait chevalier pour récompenser ses 29 ans d'activités artistiques par décret du 31 décembre 2006[11].
- Officier de l'ordre des Arts et des Lettres Il est promu au grade d’officier par l’arrêté du 17 juillet 2015[12].